# Sin Moo Hapkido
Le Sin Moo Hapkido (en coréen : 신무 합기도) est un art martial dit coréen. Cependant, même si la fondation de cette discipline date de 1983 en Corée, par Ji Han-Jae (en coréen : 도주님 지한재), son premier lieu d'enseignement a été les États-Unis à Daly City, Californie, en 1984 d'où il s'est diffusé depuis de par le monde.

## Définition

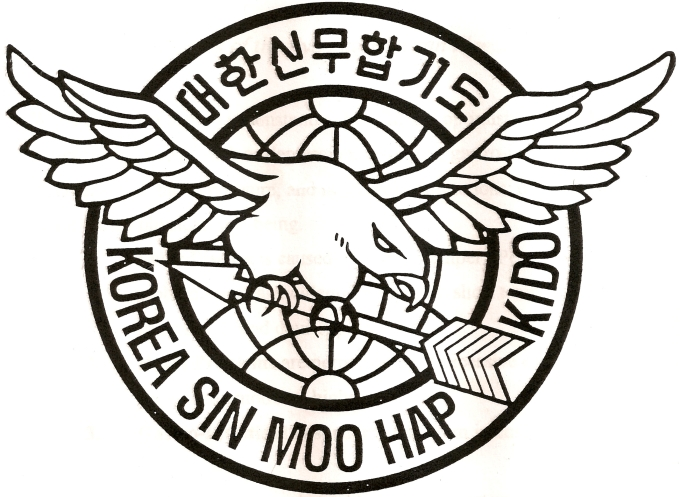
Le logo d'origine

Le Sin Moo Hapkido est un art martial qui combine des techniques de frappe avec les pieds et les membres supérieurs, de projection et de contrôle articulaire. Bien que cet art martial soit un proche parent du Hapkido, il comporte un plus grand travail sur la méditation, les philosophies orientales (manière de vivre) et le développement du Ki. Le terme Hapkido est souvent traduit du Coréen par « la voie de l'union des énergies », qui renforce les techniques physiques qui font la renommée du Hapkido.
Le fondateur du Sin Moo Hapkido, Ji Han Jae, explique le sens du nom de son Art différemment : « Sin » signifie « esprit élevé », « Moo » est le mot employé pour dire « art martial », « Hap » signifie « union », « Ki » est le mot qui désigne l’énergie, ou plus précisément, le « souffle qui connecte corps et esprit », et « Do » est la voie par laquelle on atteint cet objectif. Sa définition du Sin Moo Hapkido est donc « la voie de l'union entre les énergies physique, mentale et spirituelle par une pratique martiale élevée », dont l'objectif est d’atteindre un état d’existence plus élevé comme l'illumination chez les bouddhistes ou chez les taoïstes.

## Histoire

### Prémices

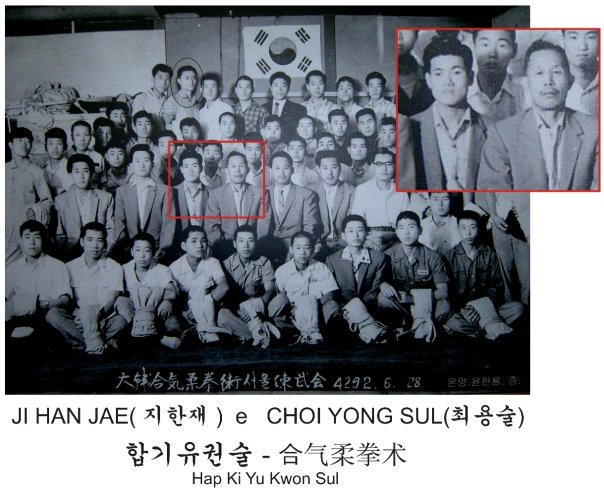
Ji Han Jae et Choi Yong Sul

En 1983, Ji Han-Jae (né en 1936) était l'un des plus grands Maîtres de Hapkido au monde : c'est à lui que l'on doit notamment les techniques de respiration, de coups de pied (mises en place en 1961 avec l'aide de Kim Moo Hong), de bâton, de foulard et de canne, et même le nom du Hapkido (donné en 1958), autrefois appelé Hapki Yukwonsul par son maître Choi Yong Sul. Ces techniques ajoutées par Ji Han-Jae lui venaient entre autres du Samrangdo qu'il avait appris de Maître Lee dit "le Taoiste". D'après Ji Han-Jae, le Samrangdo est un ancien art martial qui préexistait à la Corée et a été intégré à l'instruction des guerriers dans les Structures éducatives des Trois Royaumes. Il serait notamment à l'origine du Taekkyon, et lié au Sundo, autre art pré-coréen.
C'est aussi dans les années 1980 que Ji arriva au bout de son voyage spirituel. Après la fondation du Hapkido, il avait continué de s'instruire, auprès de l'instructeur de Maître Lee, que tout le monde appelait Grand-Mère en raison de son âge avancé. Cette nonne, qui dirigeait un centre de soins, lui enseigna la voie spirituelle du Samrangdo, à la demande de Lee qui ne lui avait transmis que les aspects physique et mental de son art. Elle lui donna de nouveaux exercices de méditation, de mantra (en coréen "Yeombul" : 염불) et de "Kihap Sul", afin de terminer sa formation. Ji avait notamment travaillé au service du Président Park Chung-Hee, à la fois pour le développement de l'art militaire du Hapkido, et pour l'entraînement des gardes du corps et forces spéciales coréennes. Après la chute du régime en 1979, il devint donc une cible pour le nouveau pouvoir en place, et en 1980, il fut condamné à une peine d'un an de prison. C'est dans sa cellule qu'il termina l'entraînement méditatif que lui avait donné Grand-Mère.

### Genèse

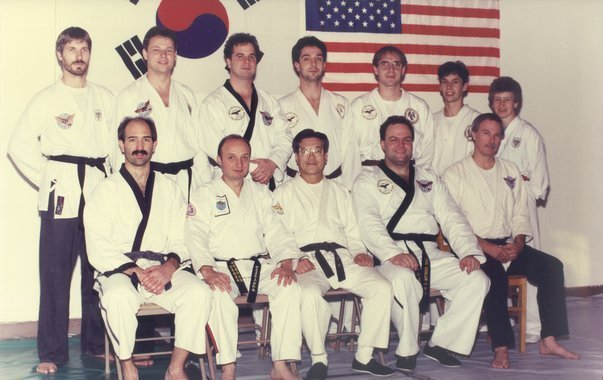
Premier stage avec travail du programme de la ceinture verte à la ceinture noire 4e DAN en 10 jours à raison de 8 h à 9 h par jour. San Francisco, Sunset en 1990.

Le Sin Moo Hapkido a été fondé en 1983 à Séoul, en Corée du Sud par Dojunim Ji Han-Jae puis diffusé avec l’assistance de Merrill Jung ainsi que d’autres membres de l’Association de Hapkido de Californie du Nord. Le programme d’étude était basé sur les anciens programmes de Hapkido, auxquels il ajoutait les enseignements plus récents que Ji avait reçus de Grand-Mère. Bien que fondée à Séoul, la première école officielle de Sin Moo Hapkido ne fut pas ouverte avant 1984, à Daly City (ville proche de San Francisco), en Californie (la situation politique en Corée était devenue périlleuse pour Ji). Là bas, Ji Han Jae commença à enseigner son nouvel art, assisté par Merril Jung et Yung Freda. Bientôt, des artistes martiaux du monde entier vinrent s'entraîner dans son école, parmi lesquels l'Américain Kenneth MacKenzie et le Suisse Jürg Ziegler. Au fil des années, le Sin Moo Hapkido se diffusa dans le monde : en 1990 eut lieu le premier stage international à San Francisco, puis Jürg Ziegler introduisit l'art en Europe et fonda l'European Sin Moo Hapkido Association ; en 1995, Jürg Ziegler organisa avec Ji Han-Jae et Yung Freda le premier stage de Sin Moo Hapkido en Europe (à Wil, en Suisse), auquel participa Nicolas Tacchi, résidant en France.

### Développement

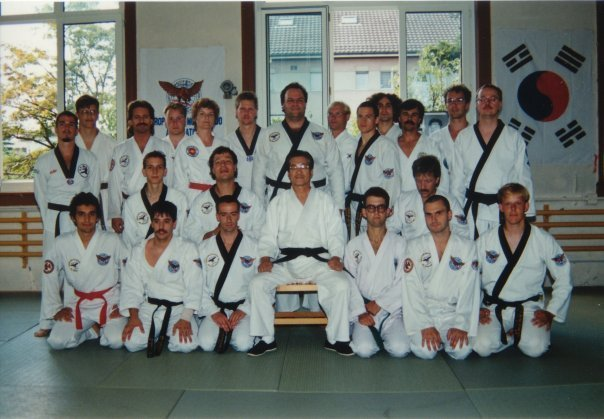
Premier stage en Europe avec travail du programme de la ceinture verte à la ceinture noire 4e DAN en 10 jours à raison de 8 h à 9 h par jour. Chez GM Jürg ZIEGLER en Suisse, en 1995.

En 1997, Ji Han-Jae donna le tout premier stage organisé dans l'hexagone, au cours duquel il nomma Nicolas Tacchi responsable du Sin Moo Hapkido pour la France. Entre 1997 et 2003, c'est Jürg Ziegler qui anima les principaux stages de Sin Moo Hapkido en France, afin d'aider Nicolas Tacchi à y implanter cette discipline nouvelle. Ji revint enseigner en France en 2003 et 2006, après quoi il nomma Nicolas Tacchi responsable du Sin Moo Hapkido pour l'Afrique, où celui-ci donna de nombreux stages pour diffuser l'art martial. En 2009, une délégation française fut envoyée à Winterthur en stage avec Ji Han-Jae et Jürg Ziegler, et en 2010, lors d'un stage à Cheonan (Corée) au cours duquel il désigna ses successeurs, Ji Han-Jae donna à Nicolas Tacchi la responsabilité de l'ensemble des pays francophones, que ce dernier assuma en fondant la Fédération Francophone de Sin Moo Hapkido. Depuis 2014, Ji Han-Jae a chargé ses meilleurs élèves de prendre en main l'avenir du Sin Moo Hapkido en développant leurs propres styles de Sin Moo : ainsi ont émergé les "Kwan", styles de Sin Moo Hapkido dirigés par cette nouvelle génération de Maîtres.
Il est important de comprendre que, contrairement au Hapkido qui s'est d'abord développé en Corée puis exporté aux États-Unis et enfin dans le reste du monde, le Sin Moo Hapkido a été enseigné d'abord en Occident, notamment en Amérique et en Europe. C'est pour cette raison que les plus grands Maîtres de Sin Moo Hapkido sont américains et européens, et non coréens comme l'étaient les premiers Maîtres de Hapkido. Le Sin Moo Hapkido, bien qu'initié en Corée, était en fait dès sa naissance un art martial international.

## L'Art martial

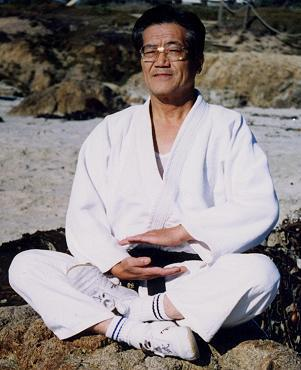
Dojunim Ji Han-Jae en méditation, travail fondamental en Sin Moo Hapkido

Le Sin Moo Hapkido enseigne une philosophie de non-violence, de développement personnel, d’adaptation et d’équilibre physique et émotionnel, parallèlement à l’entraînement basique du Hapkido. De plus, Le Sin Moo Hapkido formalise des séries de techniques, bien qu’à un haut niveau, on attende des élèves qu’ils synthétisent leur propre travail. L’utilisation de la circulation de l’énergie est également importante dans le Sin Moo Hapkido.

### Hap Ki Do
Comme expliqué plus haut, "Hap" (合) signifie union, coordination, harmonie.
Le terme "Ki" (氣) est quant à lui plus ambivalent. Dans le contexte des arts martiaux, il convient de le voir comme la connexion entre le corps et l'esprit, définition vague qui couvre à la fois les aspects énergétiques de la médecine et de la philosophie orientales, l'efficacité bio-mécanique résultant d'une parfaite coordination des mouvements par la pensée, et la capacité de concentration de toute la volonté sur une seule action. Une image simplifiée mais plus claire utilisée dans le Sin Moo Hapkido pour décrire le Ki aux occidentaux, est de l'assimiler à la conjonction des hormones sécrétées par nos organes internes, notamment l'adrénaline (produite au niveau des glandes surrénales), et de l'oxygène issu de la respiration. Les hormones et l'oxygène sont responsables de la bonne marche de nos fonctions vitales, et l'adrénaline nous rend plus fort, plus rapide, plus résistant à la douleur, et elle focalise notre attention sur une unique chose : notre survie. Voilà l'interprétation du Ki en Sin Moo Hapkido.
Enfin, le mot "Do" (道) peut se résumer par Voie, cheminement. Ici, on pourra le voir comme un processus, une façon d'être.

### Sin Moo
"Moo" (武) se traduit très simplement par "martial". Ce mot désigne ce qui a trait au combat et à la guerre.
Le terme "Sin" est, quant à lui, plus difficile à expliquer clairement. Autrefois, Ji Han-Jae utilisait l'idéogramme moderne 神, qui désigne l'esprit supérieur, le divin. Cependant, le Sin Moo Hapkido n'ayant pas pour objet la religion, cette première interprétation a été mise de côté pour préférer un idéogramme plus ancien, issu du texte antique appelé "Samil Sin Go" (élément majeur de la spiritualité coréenne), et désignant un état d'existence plus élevé et éclairé. L'idée est simplement de se sentir plus calme, serein, débarrassé des pensées négatives.

## Les techniques

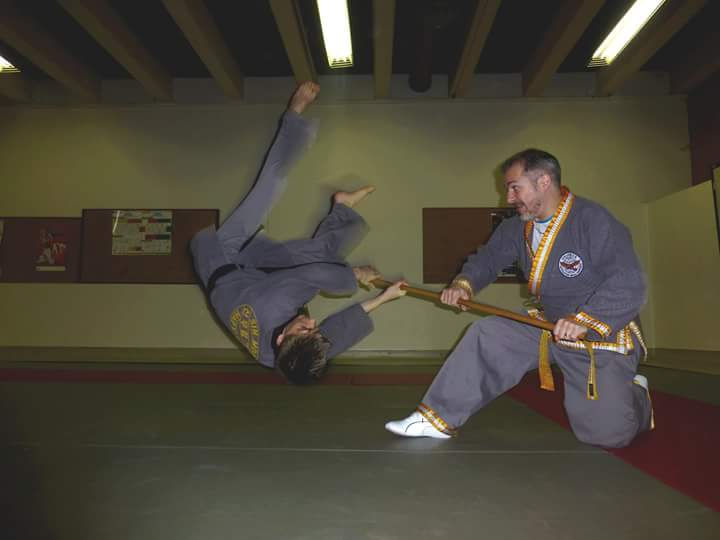
Technique de projection avec bâton moyen, par Chongsa Nicolas Tacchi

Dans un souci de complétude et d'adaptabilité du pratiquant, le Sin Moo Hapkido englobe un large éventail de techniques d’étranglement, de contrôle articulaire (soumission), de projection, de détournement de la force de l'adversaire, de coup de pied, de frappe des membres supérieurs, d'esquive, de blocage, de points de pression, d’armes et de maîtrise de la circulation de l’énergie. Certains styles enseignent également différents degrés de combat au sol, allant de la simple autodéfense jusqu'à la soumission totale de l'adversaire.
Le Sin Moo Hapkido formalise des séries de techniques, et comprend plusieurs séries spéciales qui sont sa "marque de fabrique". Parmi elles, on distingue notamment les "9 steps" qui sont des techniques de déséquilibre pour débutants, les "8 clés de bases" enseignées pour chaque ceinture et qui forment la base de l'autodéfense en Sin Moo Hapkido, les "25 coups de pied de base", travaillés dès le programme de ceinture verte, qui développent à la fois la condition physique et la technique de coup de pied, les "8 spin kicks" de la ceinture bleue, les "20 frappes", enseignées au niveau ceinture rouge contre coup de poing, les "10 best of" du programme de défense contre couteau à la ceinture marron, et les "30 attaques", synthèse des techniques de combat à mains nues, enseignées au niveau quatrième dan.

### Techniques de clés articulaires

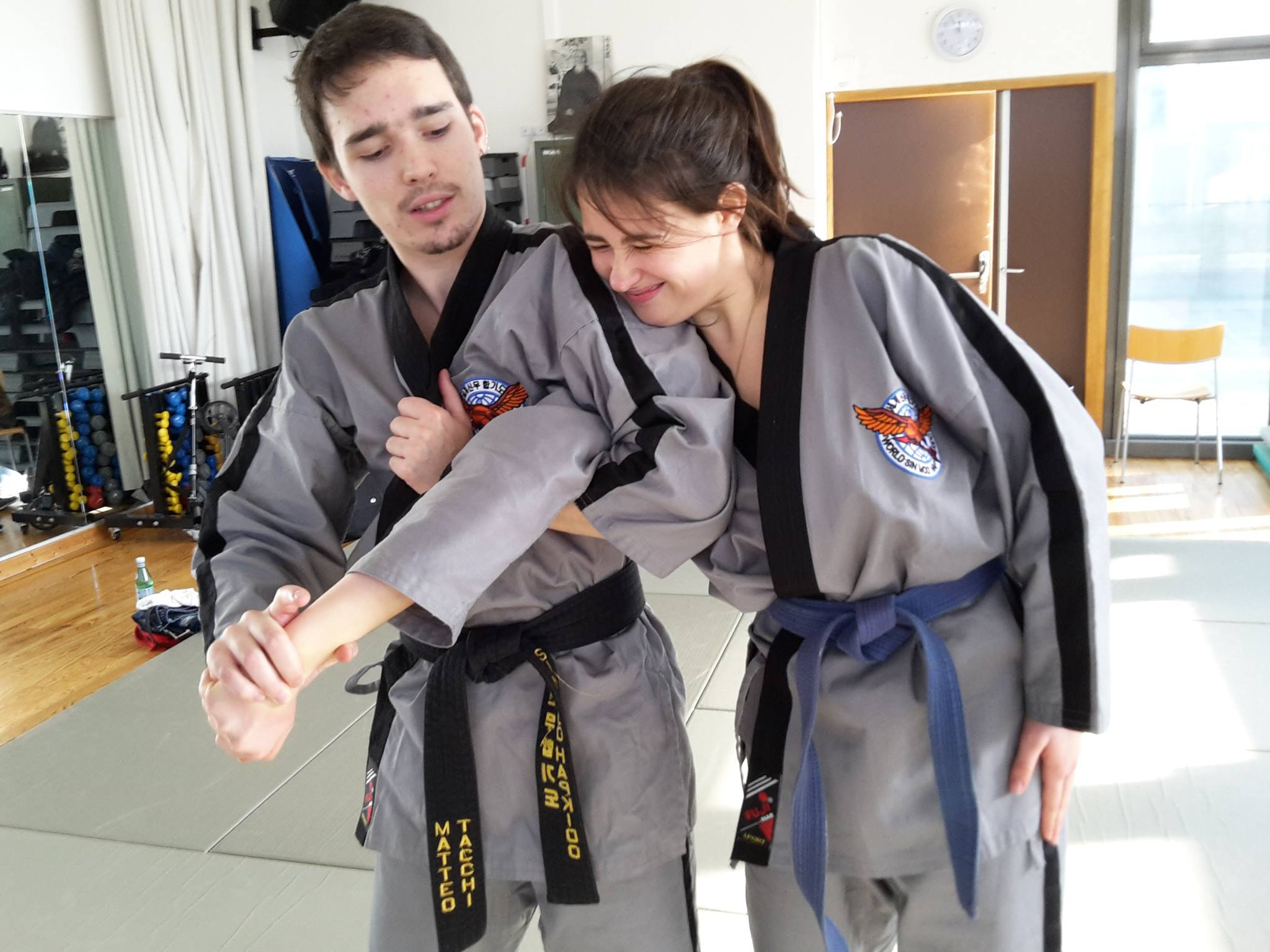
Clé de coude verrouillée, par Matteo Tacchi

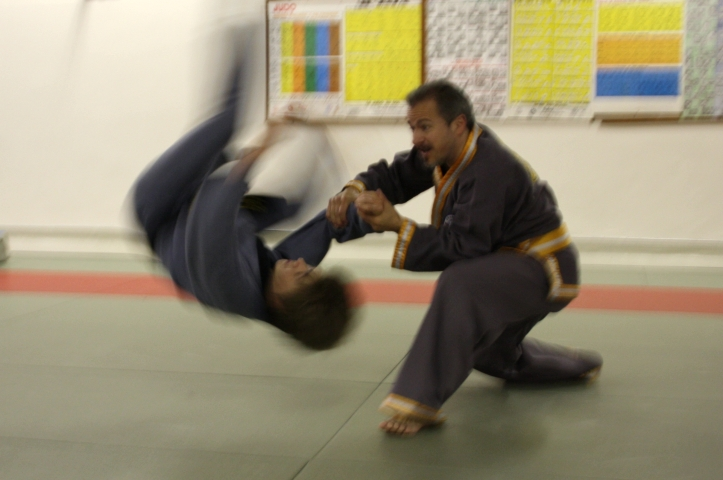
Projection par torsion du poignet par Nicolas Tacchi

Adaptées du Daitōryū aikijūjutsu par Choi Yong Sul et Ji Han-Jae, les techniques de clé articulaire sont d’abord utilisées pour contrôler un agresseur. Outre les fameuses clés de coude et de poignet, le Sin Moo Hapkido enseigne également des clés à appliquer sur d'autres articulations comme l'épaule, la nuque, le genou, ou les doigts. Dans la plupart des cas, la technique consiste à exercer une pression dans le sens naturel de l’articulation, mais en la forçant à aller plus loin qu’elle le fait normalement, ou bien de forcer l’articulation dans un sens contraire à celui qui lui est propre. Ces techniques peuvent s’utiliser pour soumettre l’adversaire par la douleur, pour l'immobiliser ou le forcer à se déplacer (très utilisé par les forces de l’ordre), pour préparer une projection, ou encore pour déboiter ou casser une articulation. À la base, elles sont défensives, mais à un niveau plus avancé de pratique, elles peuvent être utilisées en tant qu’attaques. Par exemple, au quatrième Dan de la ceinture noire sont enseignées trente techniques spéciales d’attaque utilisant des variantes et des combinaisons de clés articulaires basiques, appelées "30 attaques".

### Projection, détournement de la force de l'adversaire, esquives et blocages

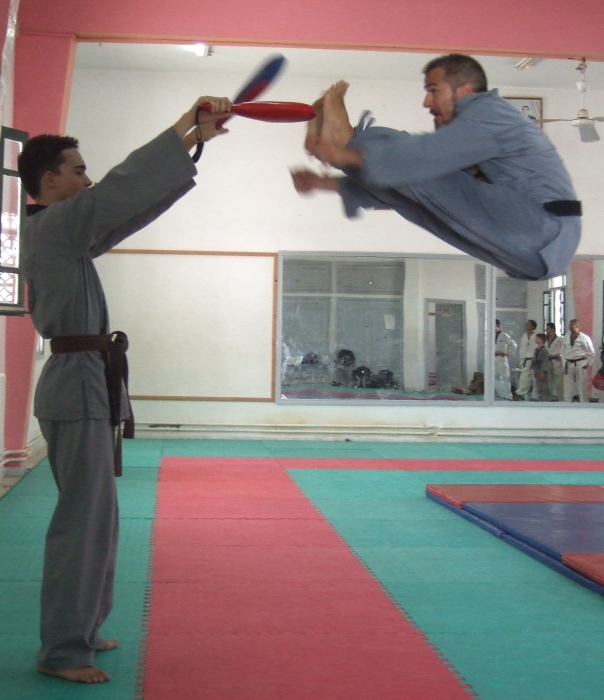
Double coup de pieds de face par GM Nicolas TACCHI

Comme au Judo, projections et redirection de l’énergie d’un agresseur exploitent l’élan de l’attaquant pour donner plus de force à son propre mouvement en utilisant par exemple le principe du mouvement circulaire (Won) du Hapkido. Ces techniques dépendent de l’énergie de départ de l’attaque pour déterminer l’énergie qui résultera du contre : une attaque faible requerra peu d’énergie dans la redirection. Au contraire, une puissante attaque entraînera une redirection ou une projection plus fortes, se traduisant par des dommages plus sévères contre l’attaquant. Contrairement au Judo, les projections peuvent être combinées avec des clés articulaires, pour causer plus de dommages à l'agresseur. Les blocages utilisés en Sin Moo Hapkido sont habituellement des blocages déviants, des esquives, mais certains blocages (notamment à partir de la ceinture bleue) sont destinés à arrêter l’attaque d’un agresseur, on dit de ces blocages qu’ils sont des « blocages durs ». On utilise aussi les jambes pour bloquer.

### Coups de pied
Le Sin Moo Hapkido englobe une large variété de coups de pied, que Ji Han-Jae a mis en place pour la première fois en 1961 avec Kim Moo-Hong, à la suite de son entraînement au Taekkyon avec Maître Lee. Depuis, le programme s'est affiné, et le Sin Moo Hapkido comporte des coups de pied inédits en Hapkido. On apprend d'abord 25 coups de pied de base très utiles en style « combat de rue » dans des situations défensives en tant que contre-attaques. Ces coups de pied peuvent également servir à attaquer à longue distance et ainsi à déstabiliser l'adversaire en vue d'engager un combat plus rapproché. Parmi les 25, deux sont plus spécialement utilisés comme blocages, mais la plupart des coups de pied peuvent également être utilisés dans le même but. Beaucoup de ces coups de pied sont faits pour être utilisés dans un espace réduit comme dans une maison ou dans la foule. Après avoir appris les 25 coups de pied de base, les étudiants apprennent 8 coups de pied circulaires ou "spin kicks" (à 360°), suivis par beaucoup d’autres coups de pied spéciaux (à partir de la ceinture bleue). Les coups de pied spéciaux sont plus difficiles à maîtriser et nécessitent plus d’espace pour être utilisés. Ils incluent les double coups de pied, les coups de pied sautés, les coups de pied au sol et les coups de pied combinés.

### Points de pression et maîtrise de la circulation de l’énergie

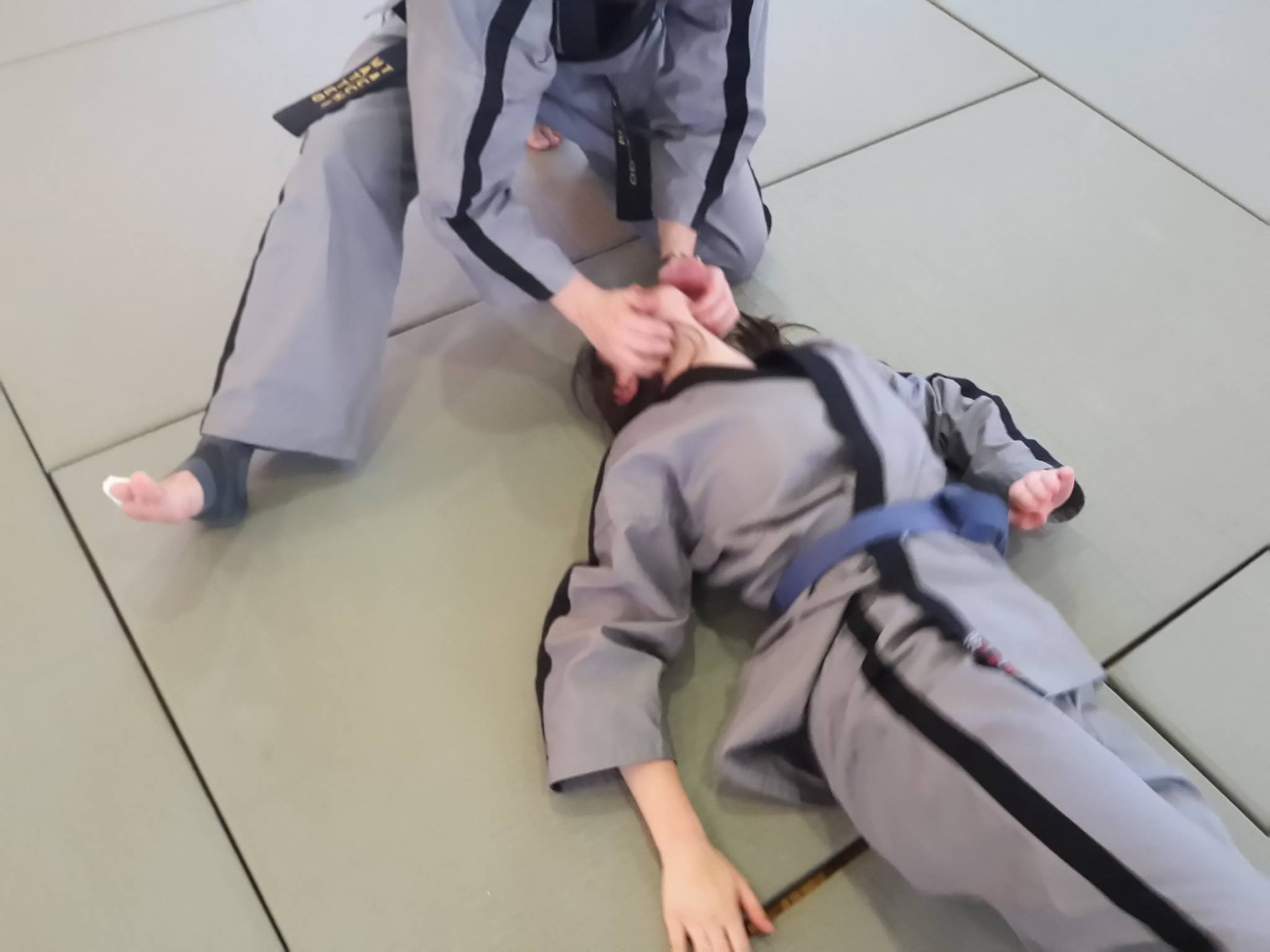
Technique de point de pression après une projection, par Sabom Matteo Tacchi

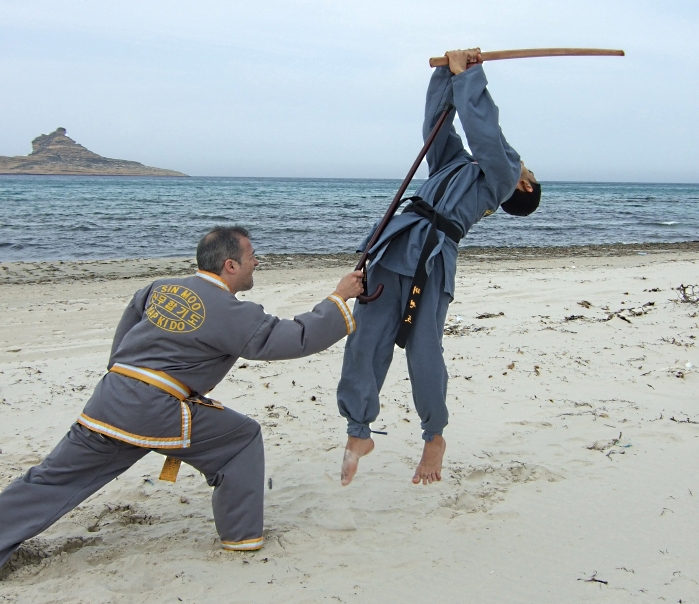
Canne contre sabre

Les points de pressions sont utilisés en Sin Moo Hapkido pour contrôler physiquement le corps, et pour influencer la circulation du Ki d'une personne, dans le but d’arrêter, de désarmer et de neutraliser un attaquant, ou de soigner un patient. À l'instar du Dim Mak chinois et du Kyusho-Jutsu japonais, le Sin Moo Hapkido utilise de nombreux points de pression parmi plus de 750 dans le corps humain, d'après la théorie de l'Acupuncture. Les points de pression se réfèrent aussi à des points vitaux. Le Sin Moo Hapkido comprend également un travail profond sur le développement du Ki, à travers des techniques de méditation, de respiration, de sons (Kihap et Mantras sont des techniques de sons dont la première sert au combat et la seconde sert à développer le Ki) et une certaine hygiène de vie (9 règles). Enfin, au quatrième dan sont enseignées des techniques de réanimation, issues de la médecine orientale.

### Frappes des membres supérieurs
Au Sin Moo Hapkido, tous les membres peuvent être utilisés pour frapper. Outre les pieds et les genoux, on utilise également les poings, les paumes, le tranchant et le dos des mains, les doigts, les phalanges, les coudes, les épaules, et même la tête. Souvent combinées à l'utilisation des points de pression afin de frapper avec un maximum d'efficacité les points sensibles de l'adversaire, la plupart de ces frappes sont utilisés dans un contexte d'autodéfense, notamment au programme de ceinture rouge où on enseigne 20 techniques de frappes contre coup de poing. Cependant, elles peuvent également servir à attaquer, comme c'est le cas dans les programmes du premier et du quatrième dan où l'on combine conditionnement physique, manipulation du Ki et technique de frappe pour un effet offensif dévastateur. Il est fréquent que les élèves ceinture noire soient appelés à briser des objets durs à mains nues pour démontrer l'efficacité de leurs techniques de frappe.

### Armes

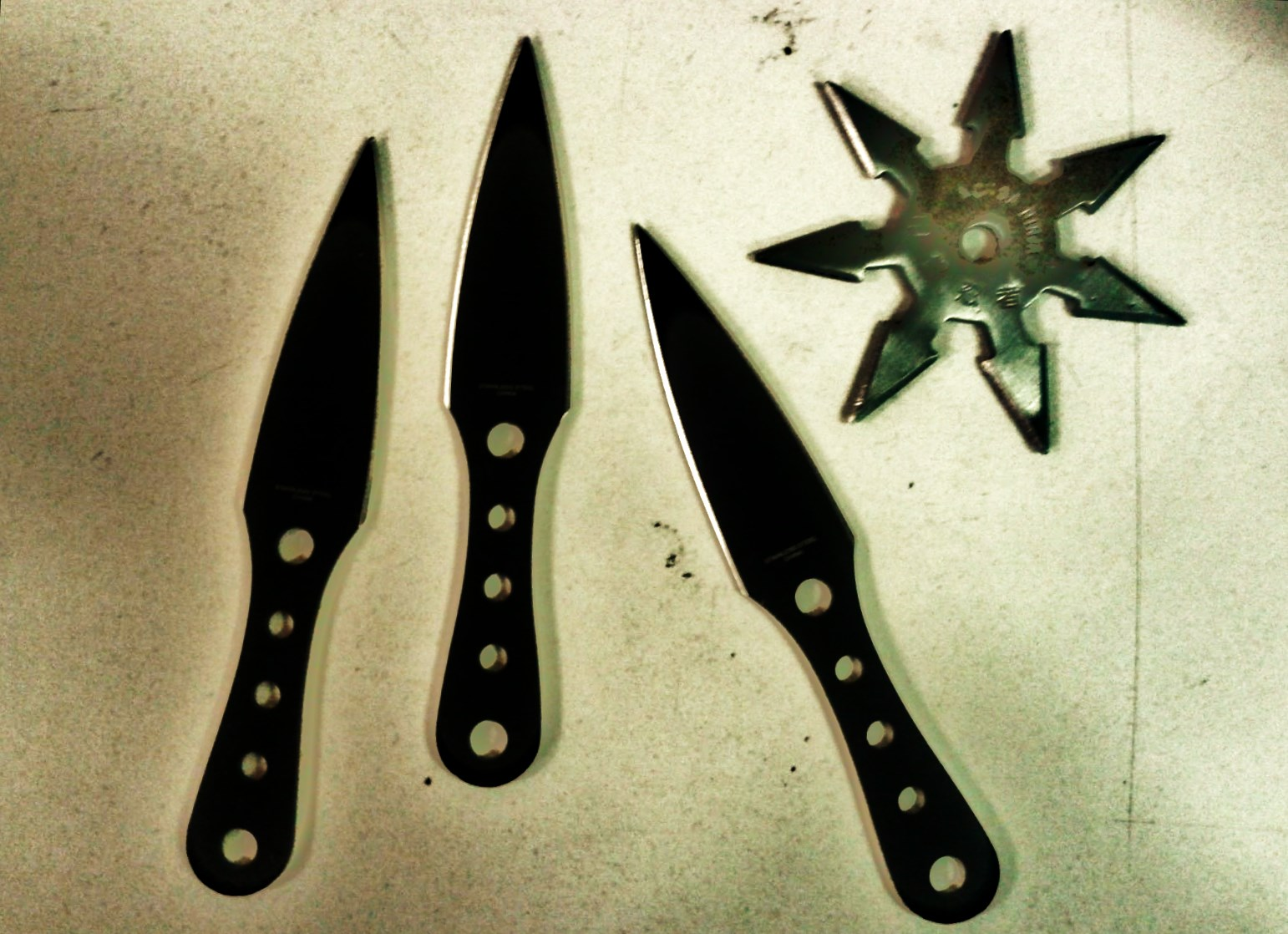
Quelques armes de lancer utilisées en Sin Moo Hapkido

L’entraînement au maniement des armes, en Sin Moo Hapkido, consiste dans l’utilisation du bâton court (Dan Bong), bâton long (Jang Bong), sabre (Kum), canne (Ji Pang Hi), foulard ceinture ou corde (Po Bak), armes de lancer (couteaux, pierres, étoiles…) et l’adaptation des objets de la vie quotidienne pour les utiliser comme des armes. Ses techniques sont pour la plupart issues du Samrangdo et des arts martiaux traditionnels coréens. L’entraînement au maniement des armes est pratiqué normalement à partir de la ceinture noire, cependant les techniques de défense contre agression au couteau sont enseignées à partir de la ceinture marron.

## Méditation et respiration basse

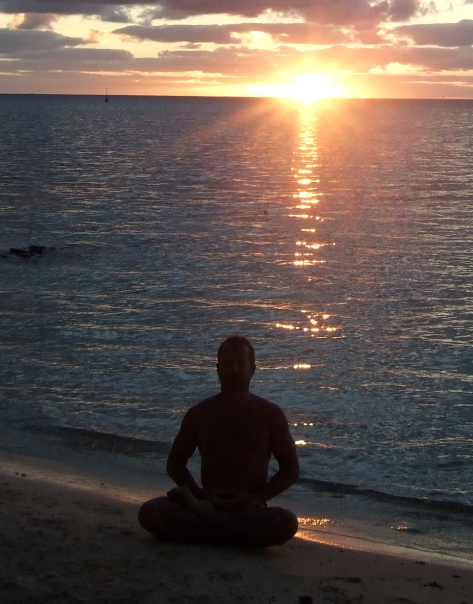
GM Nicolas TACCHI en méditation sur une plage de Tahiti

Le Sin Moo Hapkido comporte de nombreuses techniques de méditation. On trouve des combinaisons d’exercices bouddhistes, confucianistes et taoïstes et, de manière plus générale, un travail sur le développement du Ki et l’ouverture du « troisième œil ». Le premier exercice du Sin Moo Hapkido est connu sous le nom de « respiration par le Danjeon » et est similaire aux pratiques de Qigong chinois. Un cours de Sin Moo Hapkido commence souvent par un exercice de « respiration par le Danjeon » et se termine par une séquence de méditation.
La méditation est pratiquée en Sin Moo Hapkido pour développer conjointement le corps, l'esprit et le Ki, afin d'atteindre l'état de "Sam Il Sin" (aussi appelé "Shin Sun"), où ces trois parties de l'être sont en parfaite harmonie (Hapki) afin d'ouvrir l'accès à un état de calme et de sérénité.
Le développement du corps se fait par la respiration abdominale profonde, qui ralentit le rythme cardiaque, améliore la circulation sanguine, décontracte les muscles et fortifie le système immunitaire et hormonal. C'est pour cette raison que le moines Shaolin pratiquent le Qigong, et que le Yoga et le Sundo sont conseillés au grand public pour améliorer son état de santé général.
Le développement mental passe par le travail d'introspection, et les exercices sur la non pensée. Loin de le stopper (ce qui est impossible), le pratiquant de Sin Moo Hapkido apprend à laisser s'écouler le flot des pensées sans s'arrêter sur l'une d'elles, afin de lutter efficacement contre le stress et l'anxiété. Un premier travail sur la concentration est par exemple de compter à rebours de 100 à 0.
Enfin, le pratiquant de Sin Moo Hapkido développe son Ki par des exercices de visualisation de formes et de parties du corps, qui permettent, en concentrant à la fois l'esprit et le corps, de favoriser la circulation de l'énergie le long des méridiens d'acupuncture. À un niveau plus élevé s'ajoutent les exercices de méditation basés sur les sons (mantra ou Yeombul), qui portent au niveau supérieur le travail sur le Ki.

## Neuf règles de base

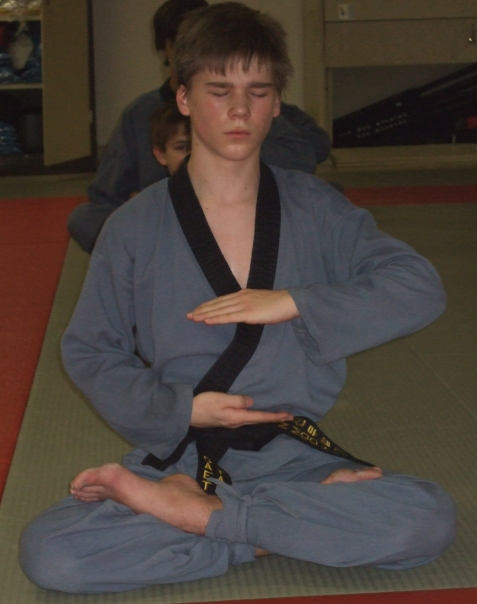
Gaetano TACCHI en méditation : travail très important avec les adolescents

Les règles de base du Sin Moo Hapkido sont classées entre trois groupes et forment au total un ensemble de neuf règles essentielles. Les trois premières sont affiliées au Confucianisme. Les trois suivantes sont en relation avec le Bouddhisme. Les trois dernières se réfèrent au Seon Bouddhisme et au Taoïsme. Ces règles aideront le pratiquant de Sin Moo Hapkido à avoir une meilleure hygiène de vie.

### Les règles physiques (Confucianisme: le corps)
- Hygiène alimentaire
- Hygiène du couple
- Pratique de la méditation

### Les règles mentales (Bouddhisme: l'esprit)
- Ne pas se laisser submerger par la colère
- Ne pas se laisser submerger par la tristesse
- Ne pas se laisser submerger par la cupidité

### Les règles spirituelles (Zen et Taoïsme: le Ki)
- Contrôle de l’eau (température et purification)
- Contrôle de l’air (respiration et non-pollution)
- Contrôle de la lumière (exposition au soleil)

## Grades
Le système de grade du Sin Moo Hapkido est assez similaire aux autres systèmes de ceinture. Les Keups sont les étapes des élèves débutants, et les Dans sont les étapes des élèves avancés. Bien que le Sin Moo Hapkido ait eu un certain nombre de révisions jusque dans la structure même des grades, ceci est l’organisation actuelle utilisée par Ji Han Jae  :

### Ceintures de couleur

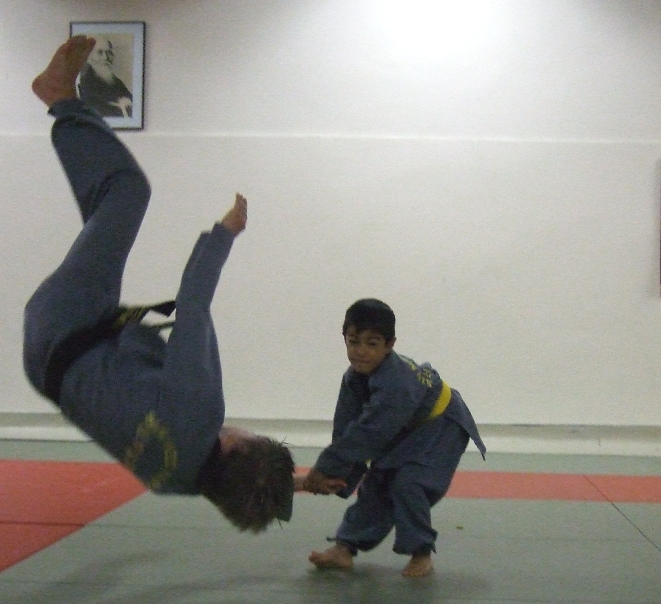
3e technique de base du Sin Moo Hapkido par un enfant de 6 ans...

- Ceinture blanche
- Ceinture verte
- Ceinture bleue
- Ceinture rouge
- Ceinture marron

### Ceintures noires
- Premier Dan : Ceinture noire (Jo Kyo Nim)
- Deuxième Dan : Assistant (Kyo Sa Nim)
- Troisième Dan : Assistant Instructeur (Pu Sa Bom Nim)
- Quatrième Dan : Instructeur (Sa Bom Nim)
- Cinquième Dan : Instructeur en Chef (Joong Sa Bom Nim)
- Sixième Dan : Maître (Cheul Do In)
- Septième Dan : Maître en Chef (Joong Cheul Do In)
- Huitième Dan : Maître Directeur (Sang Cheul Sun Sa)
- Neuvième Dan : Grand Maître (Dae Cheul Sun In)
- Dixième Dan : Grand Maître Senior (Joong Kwang Sun Sa)
- Presidents WSMHF et WSMHC : Grand Maître en Chef (Joong Kwang Dae Sun Sa)
- Fondateur : Ji Han-Jae (Do Ju Nim / Shin Sun Nim)

## Tenues

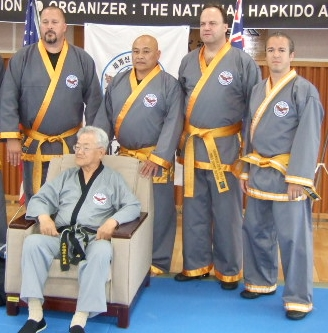
Assis : DoJuNim Ji Han Jae, debout de gauche à droite : GM Ken MacKenzie, GM Merrill Jung, GM Jürg Ziegler, GM Nicolas Tacchi

Il y a plusieurs variations quant à la tenue du Sin Moo Hapkido qui viennent du fait qu’il n’y eut aucun uniforme officiel pendant de nombreuses années. La plupart des écoles européennes utilisèrent des tenues blanches et noires, et les écoles américaines, pour leur part, utilisèrent des tenues de judo ordinaires, entièrement blanches, pendant les 15 premières années. L’actuelle tenue officielle est un « Dobok » gris avec des liens aux chevilles, cependant, beaucoup de gens choisissent de laisser libre le bas du pantalon. Il y a généralement un logo « World Sin Moo Hapkido » (ou autre selon les écoles, comme le logo « Fédération Francophone » ou du pays tout simplement) cousu sur le côté gauche de la veste (au niveau du cœur) et un logo ovale imprimé ou brodé « Sin Moo Hapkido » dans le dos. Tenues spéciales pour les hauts grades instaurées par Ji Han Jae durant le stage en Corée de juin 2010 : à partir de la ceinture noire 6e Dan (Maître), revers noir avec liseré rouge faisant tout le tour du « Dobok », ainsi qu'au bas de manche et au bas de pantalon ; ceinture noire 9e Dan (Grand Maître), revers or avec liseré argent faisant tout le tour du « Dobok », ainsi qu'au bas de manche et au bas de pantalon ; ceinture noire 10e Dan (Grand Maître senior), revers or faisant tout le tour du « Dobok », ainsi qu'au bas de manche et au bas de pantalon. En novembre 2013, au cours de l'International Hapkido Summit, Ji Han Jae a finalement harmonisé les tenues à partir du 6e Dan : de grise la tenue devient blanche avec un liseré or, à l'image de la tenue que porte Ji Han Jae dans le film de Bruce Lee "Le Jeu de la Mort".

## Programmes par ceinture jusqu'à la ceinture noire1erDan

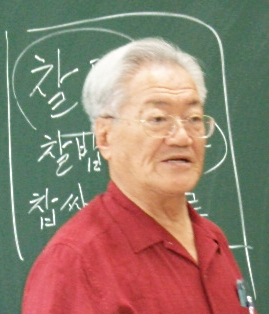
DoJuNim Ji Han Jae enseignant dans une université de Cheonan en Corée en 2010 devant le plus grand rassemblement mondial des Maîtres et Grand Maîtres en vue d'harmoniser les techniques.

### Techniques de base pour atteindre la ceinture verte
- 25 coups de pied de base
- Esquives de base
- 8 techniques de base, spécifiques de la ceinture verte (saisie simple)
- Techniques de self-défense contre saisie des vêtements de face

### Techniques de base pour atteindre la ceinture bleue
- 25 coups de pied avec un « pas sauté »
- Coups de pied circulaires (360°)
- Déplacements et blocages
- 8 techniques de base, spécifiques de la ceinture bleue (saisie croisée de l’intérieur du poignet)
- Techniques de self défense contre saisie depuis derrière soi

### Techniques de base pour atteindre la ceinture rouge
- 25 coups de pied avec un « pas feinte »
- Coups de pied spéciaux contre frappe
- Techniques de self défense contre coups de poing et de pied
- 8 techniques de base, spécifiques de la ceinture rouge (saisie croisée du dessus du poignet)
- 20 Frappes des membres supérieurs

### Techniques de base pour atteindre la ceinture marron
- 25 coups de pied « doublés »
- Coups de pied contre plusieurs adversaires
- Techniques de self défense contre agression au couteau
- 8 techniques de base, spécifiques de la ceinture marron (saisie du poignet de côté)
- Techniques de self défense assis sur une chaise et au sol

### Techniques de base pour atteindre la ceinture noire1erDan

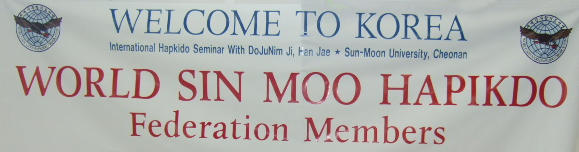
Banderole du stage en Corée en 2010

- 25 coups de pied avec un « pas chassé »
- 25 coups de pied « doublés avec les deux jambes »
- Coups de pied spéciaux de la ceinture noire
- 8 techniques de base spécifiques de la ceinture noire (retour à la saisie de ceinture verte : saisie simple)
- Techniques basiques de projection de judo
- Techniques de self défense contre judo
- 20 frappes des membres supérieurs avec finition

## Les Maîtres du Sin Moo Hapkido
- Ji Han-Jae ; Doju, le Fondateur

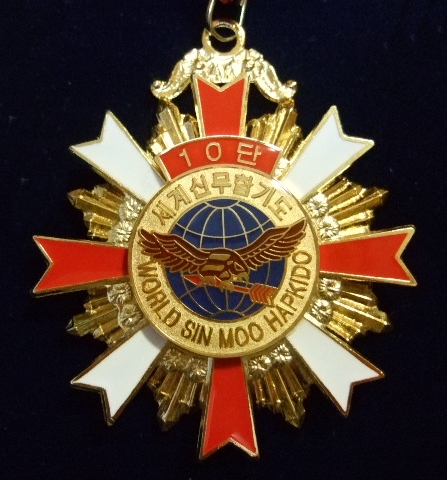
Médaille de 10e Dan, conçue et décernée par DoJuNim Ji Han Jae à ses 3 premiers Grands Maîtres Seniors : Merrill Jung, Jürg Ziegler et Ken MacKenzie

- Ken MacKenzie ; 10e Dan, Président WSMHF
- Jurg Ziegler ; 10e Dan, Président WSMHC
- Merrill Jung ; 10e Dan
- Massan Ghorbani ; 10e Dan
- Geoff J. Booth ; 10e Dan
- Inwan Kim;  10e Dan
- John Beluschak ; 10e Dan
- Larry Dorsey ; 10e Dan
- John Godwin ; 10e Dan
- Ronald C. Garland ; 10e Dan
- Ian Cyrus ; 10e Dan
- Yung T. Freda ; 9e Dan
- Glenn Uesugi ; 9e Dan
- Walter Hubmann ; 9e Dan
- Rami Vainionpää ; 9e Dan
- Nicolas Tacchi ; 9e Dan
- Rafael Balbastre ; 9e Dan
- Stuart Forrest ; 9e Dan
- Rony Dassen ; 9e Dan
- Dr. Egil Fosslien ; 9e Dan
- Lee Ka Myung ; 9e Dan
- Scott Yates ; 9e Dan
- Jimmy Brown ; 9e Dan
- Stuart Rosenberg ; 9e Dan
- Perry Zmugg ; 9e Dan
- Farshad Azad ; 9e Dan

## Écoles de Sin Moo Hapkido
Depuis 2014, Doju Nim Ji Han-Jae a commencé à homologuer des "Kwans" : ses meilleurs élèves ont reçu des autorisations officielles pour développer leurs propres styles de Sin Moo Hapkido, en mêlant le Sin Moo Hapkido traditionnel avec leur propre expérience dans les arts martiaux. Ainsi, le Sin Moo Hapkido peut grandement s'enrichir d'année en année, grâce à ces Maîtres de premier rang, qui enseignent leurs techniques dans le monde entier. Voici une liste des Kwans actuellement officialisée au sein du Sin Moo Hapkido via la Sin Moo Association :
- Jeong Hak Kwan (Nicolas Tacchi)
- Yu Shin Kwan (Ian Cyrus)
- Sam Il Kwan (Sean Bradley)
- Jah Gahk Kwan (Massan Ghorbani)
- Yu Sool Kwan (John Beluschak)
- Yu Hwa Kwan (Walter Hubmann)
- Han Do Kwan (Herman Mochalin)
- Sun Bi Kwan (Inwan Kim)
- Tang Soo Kwan (John Godwin)
- Annu Kwan (Stuart Rosenberg)
- Sin Yung Kwan (Frank Croaro)
- Bi Ho Kwan (Larry Dorsey)
- Jeong Shin Kwan (Ramfis Marquez)
- Shin Yong Do (Frank Croaro)
- Shin Ki Kwan (Scott Yates)

Ces Kwans sont indépendantes car elles sont entièrement habilitées à délivrer des certificats internationaux de Dans.
Cependant, nombre d'entre elles continuent à travailler ensemble au développement du Sin Moo Hapkido, notamment en participant à des événements spéciaux comme les "International Hapkido Summit", tenus dans le New Jersey par la World Sin Moo Hapkido Federation, sous la direction de Ji Han-Jae et Ken MacKenzie. De grands Maîtres du Sin Moo comme Chris Garland (Sam Rang Kwan), John Godwin (Tang Soo Kwan), Inwan Kim (Ryong Moo Kwan), Massan Ghorbani (Satory Do Kwan), Larry Dorsey (Bi Ho Kwan) et Geoff Booth (Sung Moo Kwan) prennent part chaque année à ce rassemblement international.
De plus, de nombreux Maîtres européens comme Massan Ghorbani, Rami Vainionpää (Skandinavian Sin Moo Hapkido), Nicolas Tacchi (Jeong Hak Kwan), Rafael Balbastre (responsable du Sin Moo pour les pays hispanophones), Hermann Mochalin (Han Do Kwan) et Walter Hubmann (Austrian Sin Moo Hapkido Association) considèrent toujours Jürg Ziegler comme leur instructeur principal de Sin Moo Hapkido et participent à ses stages internationaux.